# Балтинка (Секретарский сельсовет)
Балтинка — деревня в Сердобском районе Пензенской области. Входит в состав Секретарского сельсовета.

## География
Деревня расположена в юго-западной части области на расстоянии примерно в 18 километрах по прямой к северо-северо-востоку от районного центра Сердобска.
Часовой пояс
Деревня Балтинка как и вся Пензенская область, находится в часовой зоне МСК (московское время). Смещение применяемого времени относительно UTC составляет +3:00.

## Население
| 2010 |
| ---- |
| 17   |

Национальный состав
Согласно результатам переписи 2002 года, в национальной структуре населения русские составляли 98 % из 46 чел..